# Liste d'armes explosives
Il s'agit d'une liste d' armes explosives. La liste ne contient pas de références aux bombes, ou aux torpilles encore que certains missiles militaires peuvent être abordés, par exemple, les mines antipersonnel, à fusil et les grenades à main.

## Chine
- Type 72, mine antipersonnelle, les trois Versions ont été produites.

## Allemagne

### Grenades
- Période Deutsches Heer (Empire Allemand)
  - Diskushandgranate (avec les Versions M15, "offensive", "défensive" et d'autres Millésimes)
  - Eihandgranate Modèle 1917 (avec les Versions "M16", "M17 Na")
  - Gewehrgranate (avec les Finitions M13, M14, M17)
  - Kugelhandgranate Modèle 1913 (avec des Modèles de type "Aa" et "Na")
  - Kugelhandgranate Modèle 1915 (Le Modèle "Na")
  - Stielhandgranate 24 (avec les modèles précédents M15, M16, M17)
- Période de la Reichswehr et de la Wehrmacht
  - Eihandgranate 39, les meistgebaute Grenade allemande [Wehrmacht] dans la Seconde Guerre mondiale
  - Gewehrgranate (avec Gewehrgranatgerät et de nombreuses Variantes)
  - Stielhandgranate 24, Standardstielhandgranate de la Wehrmacht, au Début de la Deuxième Guerre mondiale
  - Stielhandgranate 39, amélioration de la Stielhandgranate 24
  - Stielhandgranate 43, contribuer au Développement de l'Produktionsvereinfachung au Cours de la Seconde Guerre mondiale
- Période De La Bundeswehr 
  - DM41, une Grenade à main de la Bundeswehr, utilisée pendant la plus grande Partie du temps de la Guerre Froide, la Réplique d'un des états-Modèle de Prédécesseur et de la DM51.
  - DM51, les grenades standard se de la Bundeswehr, avec Splittermantel comme DM51 A1 une Splitterhandgranate, sans ce Manteau normale Sprenggranate

### Mines
- Betonmine, comme Stockmine M43 connu (Deuxième Guerre mondiale)
- DM-12 PARM, Panzer-Abwehr-Rt-Mine - l'Appareil tire adressé une Hohlladung contre les Véhicules blindés, les il un moyen de Akustiksensor activé Drucksensorkabel découvert.
- DM-11 AP, Antipersonenmine avec Druckauslösung
- DM-11 AT, Panzermine avec Druckauslösung
- Glasmine 43, Antipersonenmine de Verre (Deuxième Guerre mondiale)
- DM-31, Springmine
- PPM-2, Antipersonenmine avec piezoelektrischem Druckzünder (DDR)
- Riegelmine 43, Panzermine (Deuxième Guerre Mondiale)
- Riegelmine 44, Panzermine (Deuxième Guerre Mondiale)
- S-Mine, Pendant la Seconde Guerre mondiale, institué Springmine
- Schützenmine 42, Antipersonenmine en Bois
- Tellermine 29, Panzermine
- Tellermine 35, Panzermine
- Tellermine 35 (Acier) Panzermine
- Tellermine 42, Panzermine
- Tellermine 43, Panzermine
- Topfmine, Panzermine

## France

### Mines
- Thomson-Sintra-Seeminenen deux Versions existent: la TSM5310 est une Mine pour les offensives de l'Utilisation (comme le Verminen par l'ennemi, des Ports ou des Estuaires), les sous-marins ; les TSM5330 est une Mine de défense que d'attaque, dans le déjà aigu d'une Condition de Überwassereinheiten sur un classique de Ablaufschiene dans l'Eau.

## Royaume-Uni

### Grenades
- No 5 - Mills-Grenade, de 1915 jusqu'en 1972, la Norme de la Grenade à main de l'Armée britannique. Elle est, encore aujourd'hui, par exemple, de l'Inde et du Pakistan.
- No 74 Sticky Bomb, depuis 1940, a produit Panzerabwehrhandgranate
- No 75 Hawkinsgranate, à partir de 1941, a produit multi-usages grenade / -mine

## Japon

### Grenades
- Grenade à main de Type 10, Splitterhandgranate
- Grenade à main type 91, Splitterhandgranate
- Grenade à main type 97, Splitterhandgranate
- Grenade à main type 98, Splitterhandgranate
- Grenade à main type 99, Splitterhandgranate
- Grenade à main de type 4, Splitterhandgranate

### Mines
- Modèle 93, une Antipersonenmine de l'Époque de la Seconde Guerre mondiale. Elle a été de l'Armée impériale japonaise longuement dans le Pacifique .
- Panzermine Type 93
- Mine de Type 99, magnétique Panzerbekämpfungsmine
- Mine De Type 3, Panzermine

## Yougoslavie

### Grenades
- M52R, Splitterhandgranate
- M52P2R, Splitterhandgranate
- M52P3, Splitterhandgranate
- M75, Splitterhandgranate
- M79, Hohlladungshandgranate
- M93, Splitterhandgranate
- RB-100, comme Gewehrgranate utilisable

### À fusil
- M60
- M93
- RB-100, même ordinaires, Grenade à main, utilisable

### Mines
- ATMA-2, Tour Panzermine en Plastique avec deux Amorces chimiques
- Goražde, caisse en bois-Panzermine avec deux PNM-2 Schützenminen comme Détonateur
- KRTM, Fernverlegbare Panzermine en Aluminium avec quatre Ailes d'Acier
- MMRD, Antipersonenmine avec Directivité
- MRUD, Antipersonenmine avec Directivité
- PMA-1, rectangulaire Antipersonenmine en Plastique
- PMA-2, Antipersonenmine avec sternförmigem Druckzünder
- PMA-3, Antipersonenmine en Plastique et en Caoutchouc
- PMR-1, Stockmine
- PMR-2, Stockmine avec neuf Fragmentreihen en Acier
- PMR-3, de forme Cylindrique Stockmine en Acier
- PMR-4, Stockmine avec coronaires corps en Acier
- PMR-U, Stockmine
- PMN-2 "Goražde", Antipersonenmine avec Hohlladung
- PPMR-2, Stockmine à plusieurs reprises en diagonale coronaires corps en Acier
- PPPMR "Kaplinja", Stockmine avec deux Kunststoffhälften
- PROM-1, Flaschenförmige Springmine
- PROM-2, Cylindrique Springmine
- PROM-3, de forme Cylindrique Springmine
- PROM KDCylindrique Springmine
- TM-100, Cylindrique Antipersonenmine, qui est enveloppé de papier ciré
- TM-200, Antipersonenmine, qui est enveloppé de papier ciré
- TM-500, Kunststoffummantelte Antipersonenmine dans le sens Longitudinal renforcé par des Nervures est
- TMA (Panzerminen), des articles de synthèse sur les Modèles de la TMA-1, le TMA-2, de la TMA-3, de la TMA-4 et TMA-5
- TMM-1, Panzermine, Réplique de l'allemand Tellermine 43
- TMRP-6, mine antichar avec projektilbildender Hohlladung
- TMRP-7, Panzermine avec projektilbildender Hohlladung

## Autriche

### Grenades
- Splitterhandgranate 85 (SplHgr 85)
- Splitterhandgranate 86 (SplHgr 86)
- HC-Nebelhandgranate 75 (HC-NbHgr 75)
- Reizstoffwurfkörper 85 (RzStoWfKpr 85)
- Leuchthandgranate 40 (LHgr 40)
- Brandhandgranate 85 (BHgr 85)
- Brandhandgranate 94 (BHgr 94)

### Mines
- Panzermine 75
- Panzermine 88

## Russie / Union soviétique

### Grenades
- F-1, une Verteidigungshandgranate par l'Armée rouge déjà dans la Deuxième Guerre mondiale, a été utilisé, a longtemps fait Partie de l'Équipement standard, et d'autres Forces armées du Pacte de Varsovie. Aujourd'hui, elle est dans l'Armée russe par des Modèles plus modernes tels que le RGO (s. u.) ont été remplacés.
- RGO, le Successeur du F-1, et de même pour la défense que d'attaque de Tranchées o. ä. prévu.

### Mines
- MON-50, 90, 100 et 200, les mines Antipersonnel, avec la Directivité, semblable à l'américaine Claymore.
- OZM-3, OZM-4 et OZM-72, (cyrillique: ОЗМ), Springminen avec Splitterwirkung, les mines Antipersonnel,
- PFM-1, une Antipersonenmine dans la Forme d'une Schmetterlingsmine. Ces de l'air et de l'aide de l'Artillerie déployée Mine a été largement au -Soviétique et de la Guerre en Afghanistan .
- Manuel d'utilisation PMD-6, rectangulaire Antipersonenmine en Bois
- PMN et PMN-2, Antipersonen-Sprengminen. Ils sont parmi les plus répandues de Mines antipersonnel dans le Monde. Il existe international de nombreuses Variantes, sous d'autres Dénominations.
- POM-1, Antipersonenmine pour Fernverminung
- POM-2, Antipersonenmine pour Fernverminung
- PGMDM, Panzermine, aussi connu comme PTM-1
- PTM-3, Panzermine avec des magnétos
- TM-35, Panzermine
- TM-38, Panzermine
- TM-41, Panzermine
- TM-44, Panzermine
- TM-46, Panzermine
- TM-57, Panzermine
- TM-62, Panzerminenreihe (TM-62M, TM-62B, TM-62D, TM-62P, TM-62P2, TM-62P3, TM-62T)
- TM-72, Panzermine
- TM-83, Panzerabwehrrichtmine
- TM-89, Panzermine

## Suisse

### Grenades
- HG85, Splitterhandgranate
- M8, grenade fumigène
- À M18, grenade fumigène
- M26, Splitterhandgranate, la primaire dans la guerre du Vietnam a été utilisé
- M67, une Eierhandgranate pour les offensives Utilisation, Successeur de la M61 de l'Époque de la guerre du Vietnam.
- MK3A2, Offensivhandgranate

### À fusil
- M17, à partir de la Seconde Guerre mondiale
- 25 × 59 mm-Grenade, il s'agit d'un nouveau Gewehrgranatkaliber, spécialement pour les Armes de l' Individual Combat-Weapon-Programme (OICW) a été développé. Ces Munitions possède plus de Capacités que la généralisation de 40 Millimètres Gewehrgranate (s. u.)
- Grenade 40 mm, une très répandue patronierte Munitions pour lance-Grenades, dont l'Histoire jusque dans les Années 1950 remonte.

### Mines
- M3, Antipersonenmine dans Quadratprismaform
- M14, au début des Années 1950, a développé Antipersonenmine. Pour la dernière fois en 1974, le produit, les non négligeable de Restes toujours en activité dans l'Arsenal de l'Armée AMÉRICAINE.
- M16, une Antipersonen-Springmine également développé dans les Années 1950 et aujourd'hui, dans la Version M16 A2 principalement utilisée à la Mine de l'Armée AMÉRICAINE.
- M18 Claymore, souvent abrégé seulement en tant que Claymore est un Antipersonenmine principalement pour la Défense, avec une adressée Charge. Elle est encore utilisée aujourd'hui.
- M93 Hornet, moderne et aujourd'hui en cours d'Utilisation Panzerabwehrmine (Entwicklungsabschluss 1997), un véhicule blindé de combat jusqu'à 100 Mètres, avec une Infrarotgelenkten Submunition à la plus faible blindés Surface attaquer.